# Eurycyde longioculata
Eurycyde longioculata là một loài nhện biển trong họ Ascorhynchidae. Loài này thuộc chi Eurycyde. Eurycyde longioculata được miêu tả khoa học năm 1990 bởi Muller.